# Henschel

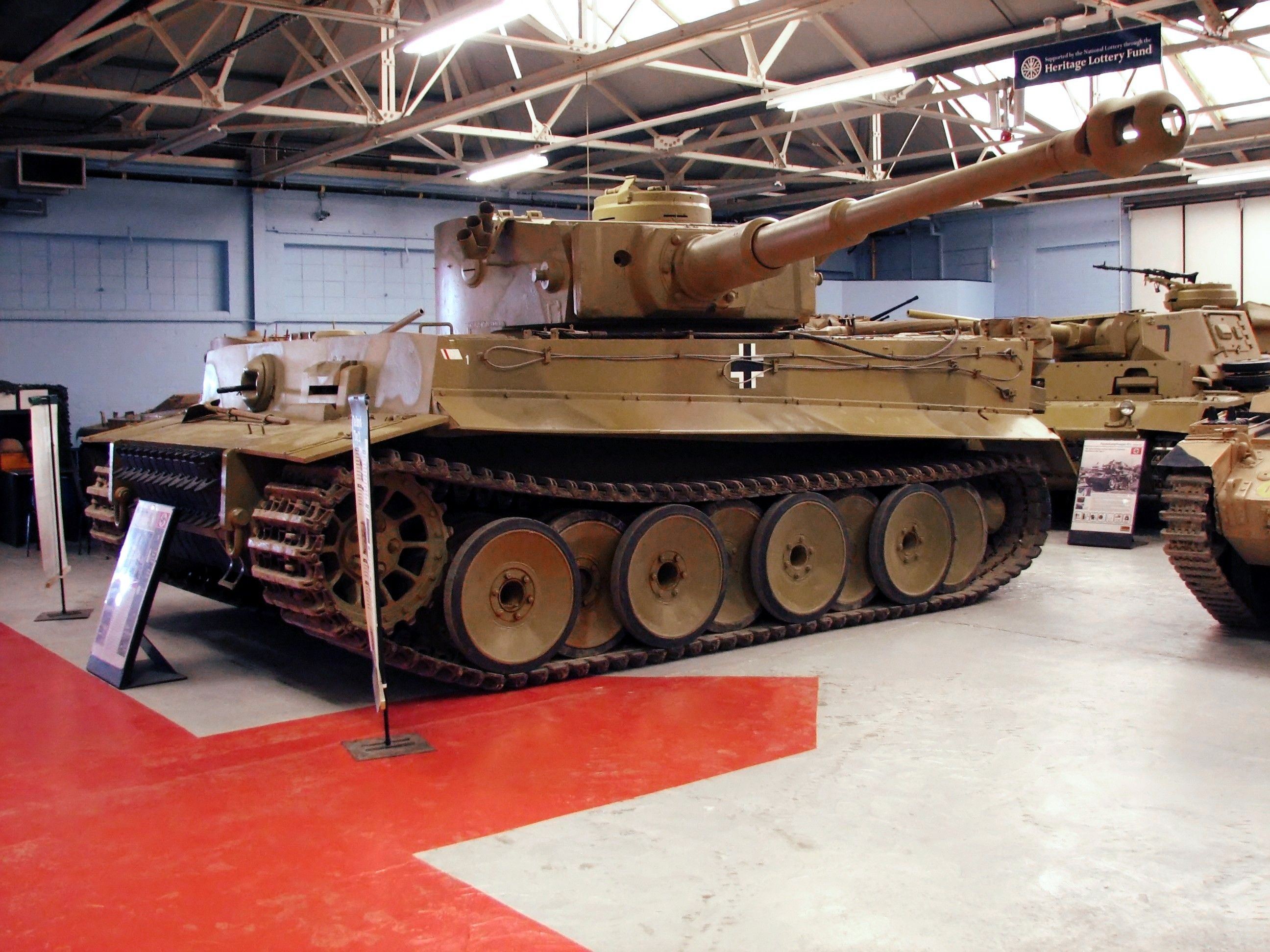
Carro de combate Tiger I, de 1942-1943 en el Museo del Tanque de Bovington.

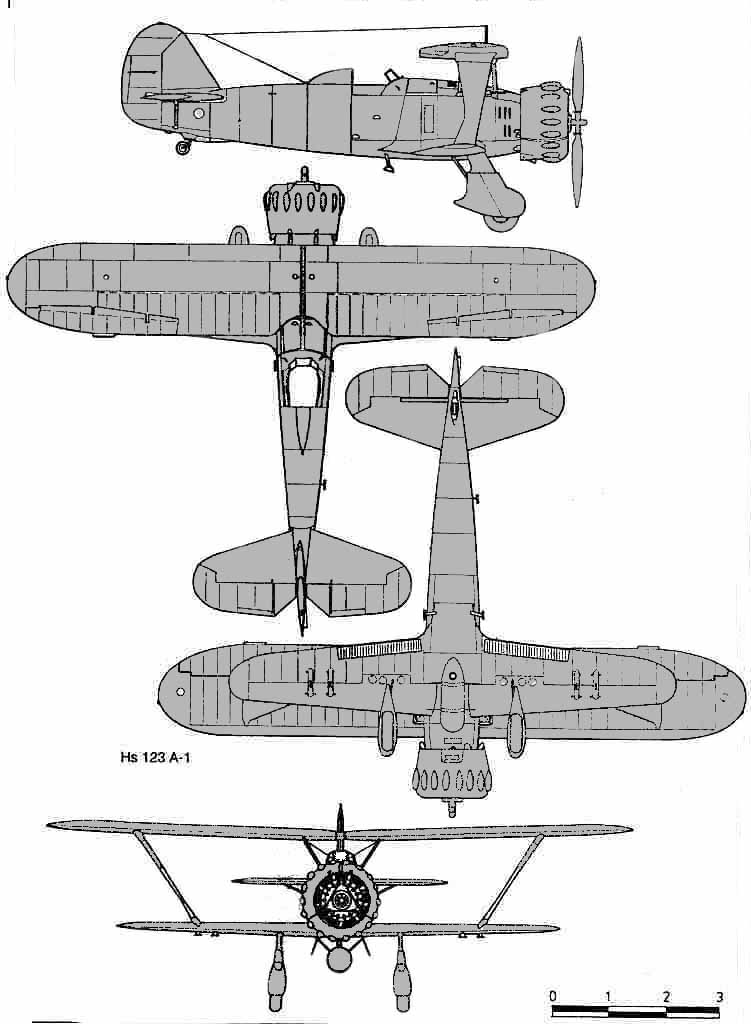
Henschel Hs 123, biplano monoplaza de bombardeo en picado.

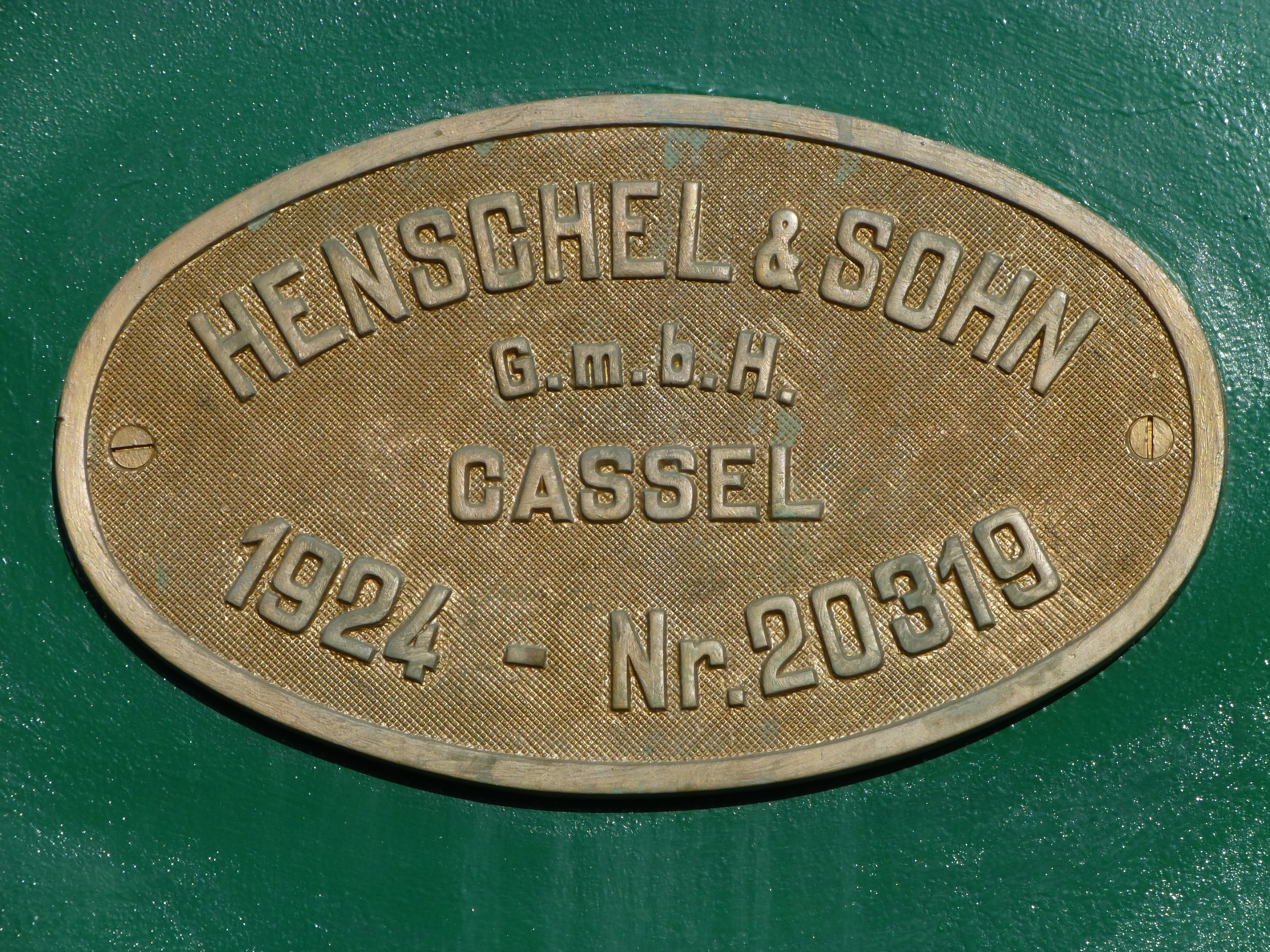
Placa de una locomotora de vapor Henschel, del año 1924, conservada en Santa Cruz de Tenerife, que trabajó en las obras del puerto.

Locomotora Henschel Arganda, del año 1925, del tren histórico y turístico de Arganda del Rey, Madrid, España.

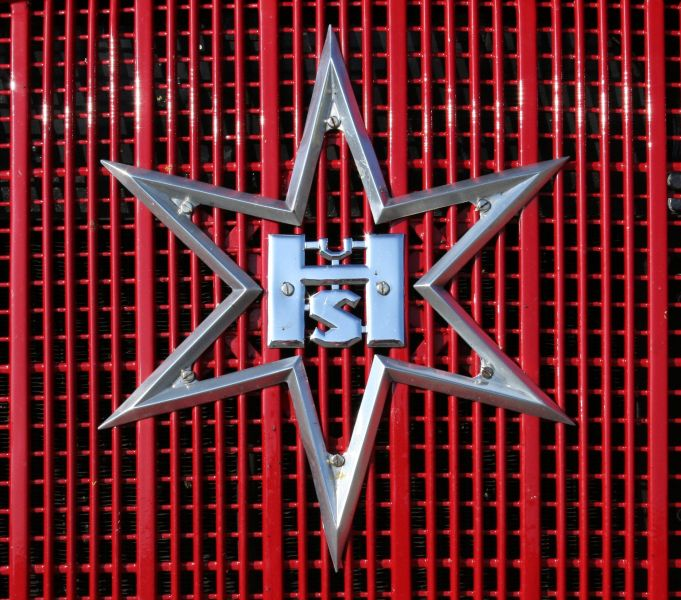
Emblema de la firma Henschel & Sohn, desde 1930.

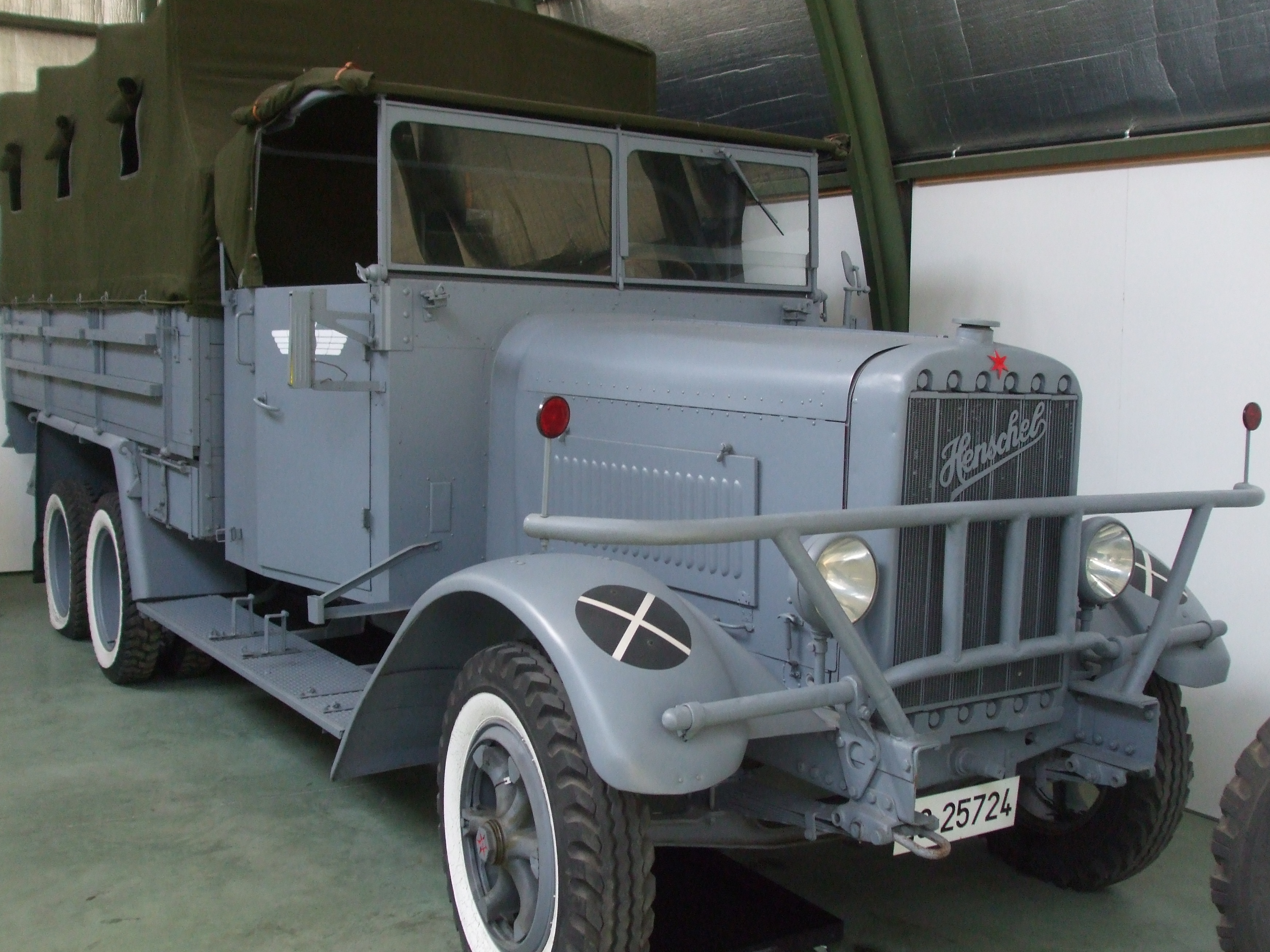
Camión Henschel 33 G1 de la Legión Condor conservado en el Museo de Aeronáutica y Astronáutica de Cuatro Vientos

Henschel & Sohn (Henschel e Hijo) fue una empresa alemana situada en Kassel.
Georg Christian Carl Henschel fundó la fábrica en 1810 en Kassel. Su hijo, Carl Anton Henschel fundó otra fábrica en 1837. En 1848 la empresa comenzó a fabricar locomotoras de vapor. 
En el siglo XX se convirtió en el mayor productor de locomotoras de Alemania, además de fabricar camiones (1925-1974), tanques, aviones, armas, motores diésel, autobuses y trolebuses. 

## Segunda Guerra Mundial
A principios de 1935 Henschel comenzó la fabricación de los tanques Panzer I. Durante la Segunda Guerra Mundial, en 1939-1940 comenzó la construcción a gran escala de tanques Panzer III y del Tiger I a partir de 1941. Henschel fue el principal constructor del Panzer VI Tiger. Durante 1945, la empresa empleaba más de 8.000 empleados que trabajaban en dos turnos de 12 horas cada uno. 
Las instalaciones de Henschel fueron uno de los blancos más importantes de los bombardeos aliados y quedaron prácticamente destruidas. 
Los aviones y misiles de Henschel incluyen: 
- Henschel Hs 117 Schmetterling (Mariposa), SAM (misil superficie-aire, o antiaéreo)
- Henschel Hs 121, caza y entrenador (prototipo)
- Henschel Hs 123, avión de ataque al suelo (biplano)
- Henschel Hs 124, caza pesado y bombardero (prototipo)
- Henschel Hs 125, caza y entrenador (prototipo)
- Henschel Hs 126, avión de reconocimiento
- Henschel Hs 127, bombardero ligero (prototipo)
- Henschel Hs 129, avión de ataque al suelo
- Henschel Hs 130, avión de reconocimiento y bombardero (a reacción) (prototipo)
- Henschel Hs 132, bombardero en picado a reacción (prototipo)
- Henschel Hs 293, bomba planeadora guiada por radio control (impulsada por un cohete)
- Henschel Hs 294, bomba planeadora antibuque (impulsada por un cohete)
- Henschel Hs 297
- Henschel Hs 298, misil aire-aire (impulsado por un cohete)

## Posguerra
La empresa reanudó su actividad en 1948. En 1964 compró Rheinische Stahlwerke y se convirtió en Rheinstahl Henschel AG, en 1976 Thyssen Henschel y en 1990 ABB Henschel AG. En 1996 la empresa se convirtió en ABB Daimler Benz Transportation Adtranz y alrededor del año 2002 fue comprada por Bombardier (Canadá). La fábrica de Kassel todavía existe y es una de las mayores fábricas de locomotoras del mundo.